# Zenón Rolón

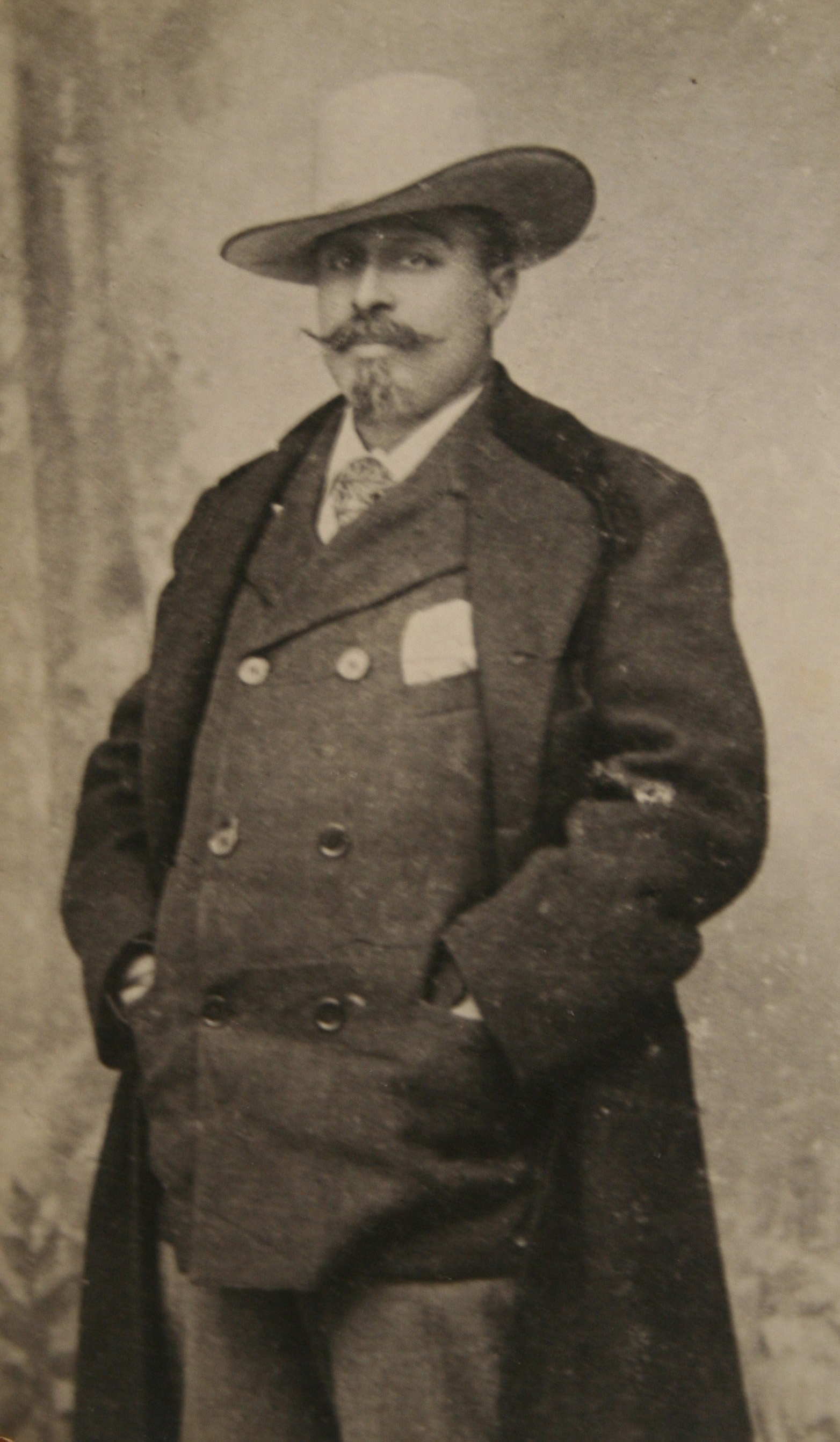
Zenón Rolón.

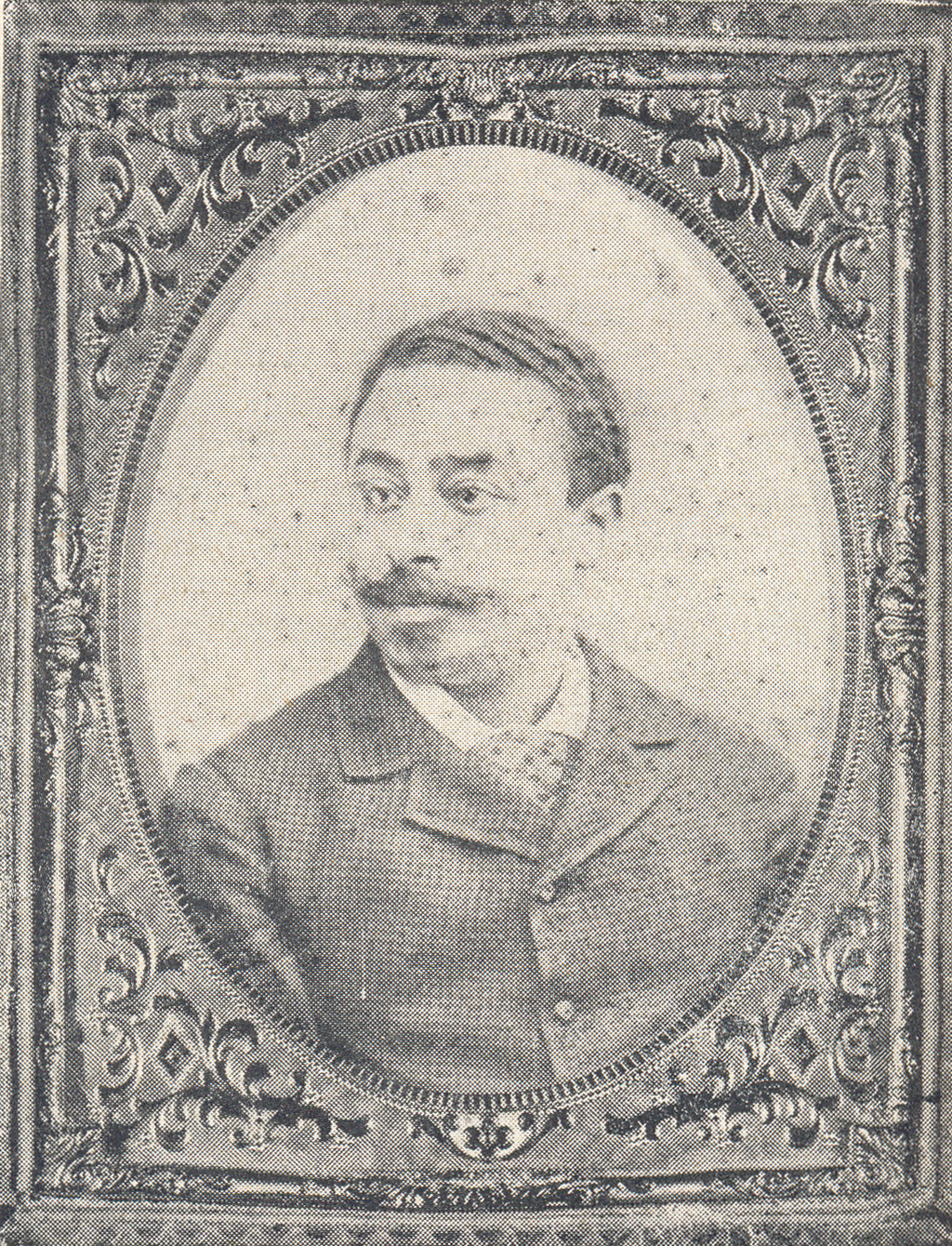
Zenón Rolón.

Zenón Rolón nació en Buenos Aires el 23 de junio de 1856 en el seno de una familia de negros libres y con cierto bienestar económico. Comenzó a estudiar música con Alfredo Quiroga, negro organista de la Iglesia de la Merced. En 1873, con apenas 17 años de edad, fue becado a Florencia para perfeccionarse, donde estuvo hasta 1879. En 1877 publicó el folleto Dos palabras a mis hermanos de casta. Al enviarlo a Buenos Aires lo reprodujo el periódico afroporteño La Juventud y fue severamente criticado, aunque la opinión de sus hermanos cambió favorablemente a su regreso. Ya en Buenos Aires, continuó perfeccionándose con Basilio Basili y compuso, entre otras obras, su Gran marcha fúnebre, la que se interpretó al repatriarse los restos del general don José de San Martín, en 1880. Se casó con María Quiroga, hermana de su primer maestro, y tuvieron tres hijos, Dafne (1886-1970), Cloe (1889-?) y Antar Francisco (1891-1891).
Su carrera musical fue próspera y reconocida. En 1881 instaló la imprenta de música Rolón y Oca, donde publicó composiciones suyas y de argentinos contemporáneos. En 1887 fue nombrado profesor de música por el Consejo Nacional de Educación y tuvo entre sus discípulos a Justin Clérice, Antonio Restano, Prudencio R. Denís y Enrique García Velloso. Su producción aún no fue estudiada en su integridad ni con la debida atención, aunque no se vaciló en vincularla con los cánones europeos. Sin embargo, avances parciales permiten aseverar otras fuentes inspirativas, como la música criolla e, incluso, afroporteña. Su catálogo comprende 68 obras, entre ellas la Música sacra por la Semana Santa (1893), la Sinfonía originale (1879), las operetas Le Château du Pic Tordu (1885), El castillo hechizado (letra de Alfio Gianelli, 1887) y Strattagemma di Nannetta (1887), la ópera Fides (s/a), el vals El Plata (1875), la Marcha a Falucho (s/a), las zarzuelas Chin - Yonk (letra de Hugo Morven y Enrique García Velloso, 1895), Le prove o El ensayo de una ópera criolla (letra de José Lenchantin, 1899), y Una broma improvisada o Los autómatas de Tartafell (letra de Rafael Barreda, 1900), el Himno a Sarmiento (1899), las cantatas Adiós a la Virgen (1900) y Stella d'Italia (1891), la barcarola Sull'Arno (1875), las polcas La florentina (1875) y La porteña (1876), la marcha sinfónica Argentina (1882), el drama lírico nacional Solané (letra de Francisco Fernández, 1899), el Aria sagrada (1878), la Misa del Carmen (1901 o 1902), y el Kyrie (1902), quizás su última obra.
Falleció en Morón (provincia de Buenos Aires) el 13 de mayo de 1902
```
y fue enterrado en el 
Cementerio de la Recoleta
, Buenos Aires. Gran parte de sus 
manuscritos
 fueron luego donados por sus hijos al Museo Municipal Histórico y de las Artes General San Martín de Morón, donde están actualmente.
```